# 14 ق هـ
14 ق هـ هي السنة الرابعة عشرة السابقة للهجرة النبوية، وهي توافق ما بين سنتي 607 و608 حسب التقويم الميلادي، أي أنها بدأت في سنة 607م وانتهت في سنة 608م.

## مواليد
- سلمة بن ذؤيب